# Nejužitečnější hráči na mistrovství světa juniorů v ledním hokeji
Seznam uvádí nejužitečnější hráče na mistrovství světa juniorů v ledním hokeji, tedy hráče, kteří od roku 2002 na mistrovstvích světa juniorů v ledním hokeji získali toto ocenění.

## Nejužitečnější hráči
| Rok                         | Hráč                 |
| --------------------------- | -------------------- |
| MSJ 2002                    | Mike Cammalleri      |
| MSJ 2003                    | Marc-André Fleury    |
| MSJ 2004                    | Zach Parise          |
| MSJ 2005                    | Patrice Bergeron     |
| MSJ 2006                    | Jevgenij Malkin      |
| MSJ 2007                    | Carey Price          |
| MSJ 2008                    | Steve Mason          |
| MSJ 2009                    | John Tavares         |
| MSJ 2010                    | Jordan Eberle        |
| MSJ 2011                    | Brayden Schenn       |
| MSJ 2012                    | Jevgenij Kuzněcov    |
| MSJ 2013                    | John Gibson          |
| MSJ 2014                    | Filip Forsberg       |
| MSJ 2015                    | Denis Godla          |
| MSJ 2016                    | Jesse Puljujärvi     |
| MSJ 2017                    | Thomas Chabot        |
| MSJ 2018                    | Casey Mittelstadt    |
| MSJ 2019                    | Ryan Poehling        |
| MSJ 2020                    | Alexis Lafrenière    |
| MSJ 2021                    | Trevor Zegras        |
| MSJ 2022                    | Mason McTavish       |
| MSJ 2023                    | Connor Bedard        |
| MSJ 2024                    | Jonathan Lekkerimäki |
| MSJ 2025                    | Ryan Leonard         |
| Zdroj na eliteprospects.com |                      |